# 2644 Victor Jara
Victor Jara (asteróide 2644) é um asteróide da cintura principal, a 1,8123135 UA. Possui uma excentricidade de 0,1649919 e um período orbital de 1 167,92 dias (3,2 anos).
Victor Jara tem uma velocidade orbital média de 20,21721932 km/s e uma inclinação de 2,68306º.
Este asteróide foi descoberto em 22 de Setembro de 1973 por Nikolai Chernykh. Seu nome é uma homenagem ao cantor chileno Víctor Jara, assassinado por militares da ditadura de seu país dias antes da descoberta do objeto.  